# Miss Universo 1987
Miss Universo 1987, la 36.ª edición del concurso de belleza Miss Universo, se celebró en el Salón Cuatro del World Trade Centre, Ciudad de Singapur (Singapur) la mañana del miércoles 27 de mayo (hora local) —debido a la diferencia horaria, fue televisado en el hemisferio occidental durante la noche del martes 26—.
Representantes provenientes de sesenta y ocho países y territorios compitieron por el título en esta versión del certamen que se realizó por cuarta vez en Asia. Al final del evento, Miss Universo 1986, Bárbara Palacios de Venezuela, coronó como su sucesora a Cecilia Bolocco de Chile. Elegida por un jurado de doce personas, la ganadora, una diseñadora de vestuario de 22 años, se convirtió en la primera —y hasta ahora única— representante de su país en obtener el título de Miss Universo.
Este fue el vigesimoprimer —y último— concurso animado consecutivamente por el presentador de televisión estadounidense Bob Barker —quien renunció cuando los productores del certamen se negaron a su solicitud de eliminar los abrigos de pieles como premio para las ganadoras—. Como comentarista, actuó por segundo año consecutivo la actriz de televisión Mary Frann.
Organizado por el Consejo de promoción turística de Singapur (en inglés: Singapore Tourist Promotion Board) y Miss Universe, Inc., el programa tuvo un coste de 7 millones de dólares de Singapur, fue transmitido vía satélite por la cadena de televisión estadounidense CBS en colaboración con SBC (Singapore Broadcasting Corporation, hoy Mediacorp), y visto en directo por unos 600 millones de televidentes en 56 países.
Tras el final del evento, Cecilia Bolocco declaró a la prensa: «Estoy realmente muy emocionada. Dedico este triunfo a todas las mujeres chilenas [...] Este triunfo no es solo mío, sino que pertenece a todos los chilenos. Estoy muy orgullosa de haber representado bien a mi querido país». Las emisoras de radiodifusión y teledifusión chilenas interrumpieron su programación para dar a conocer su triunfo, que fue celebrado con un improvisado carnaval en todo Chile. Asimismo, la ganadora recibió las felicitaciones de la autoridad política y del cardenal de su país, entre otras personalidades e instituciones.

## Antecedentes

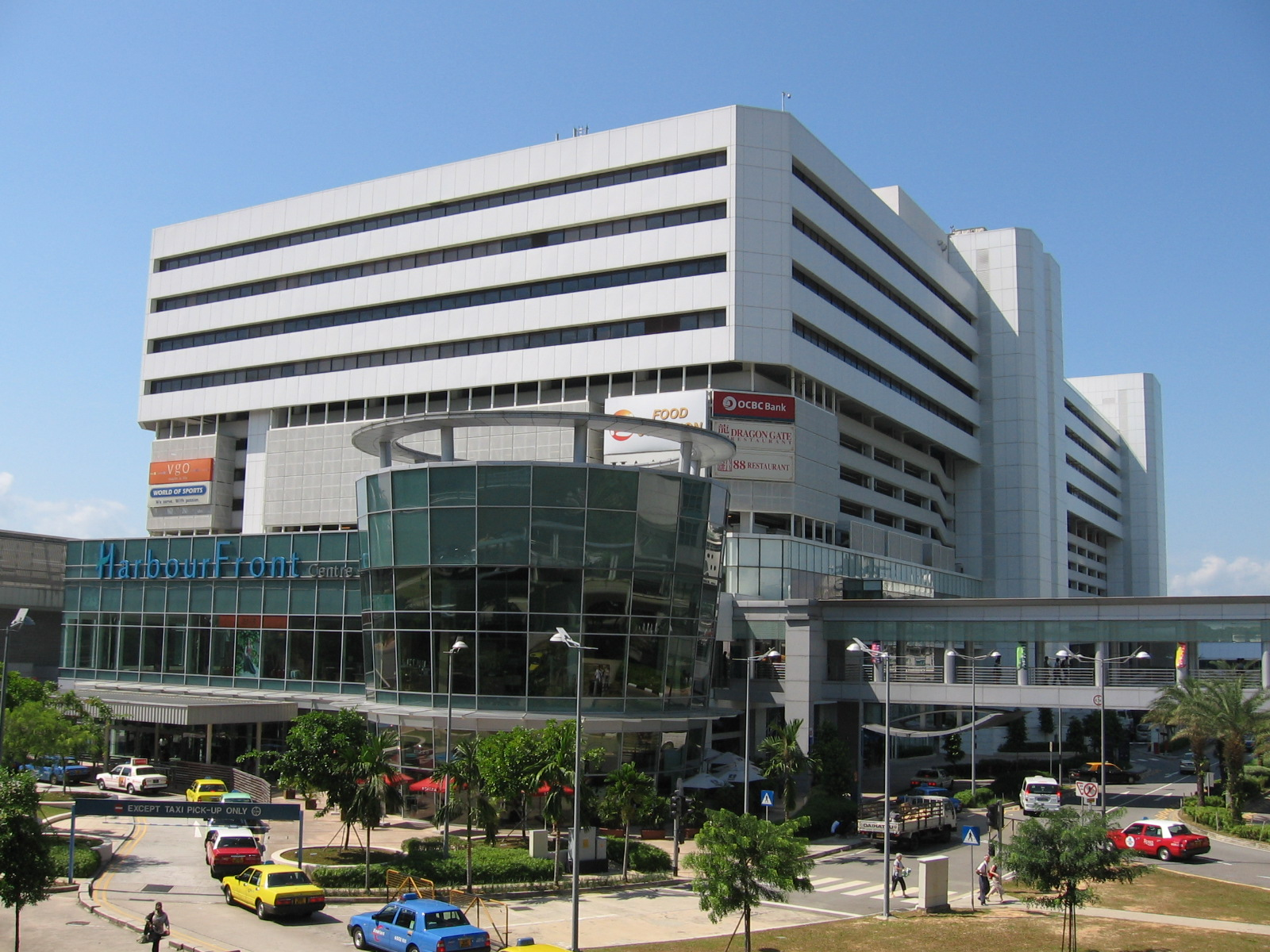
World Trade Centre, recinto sede de Miss Universo 1987

### Sede y fecha
En octubre de 1986, el Consejo de promoción turística de Singapur anunció que la ciudad sería la sede del concurso el 27 de mayo de 1987. Singapur superó a otras tres ciudades candidatas de América del Sur y Europa, entre ellas París, en el proceso de selección. Se decidió que el World Trade Centre sería la sede del evento pues ofrecía instalaciones más espaciosas en comparación con el complejo Raffles City, que también fue considerado para albergar el evento.

### Selección de candidatas
La primera finalista de Miss Inglaterra 1987, Yvette Livesey, fue designada para representar a su país después de que la titular, Debbie Pearman, se retirara por razones no reveladas.
Esta edición marcó el debut de Egipto, Groenlandia y Kenia; y el regreso de Nigeria y Senegal, que habían competido por última vez en 1964 y 1985, respectivamente. Aruba, Bélgica, Costa de Marfil, Gambia, Gibraltar, Islandia, Luxemburgo, Papúa Nueva Guinea, Polonia, Reunión, Samoa y Zaire se retiraron.
Dos representantes fueron descalificadas: Eileen Catterson, Miss Escocia, por no cumplir el requisito de edad mínima establecida por el concurso, y Shelley Bascombe, Miss Bermudas, por superar el límite de edad.

## Resultados

### Clasificación final
La ganadora, las cuatro finalistas y las semifinalistas fueron las siguientes candidatas:
| Posición           | Concursante |
| ------------------ | --- |
| Miss Universo 1987 | - Chile - Cecilia Bolocco (22) |
| 1.ª finalista      | - Italia - Roberta Capua (18) |
| 2.ª finalista      | - Estados Unidos - Michelle Royer (21) |
| 3.ª finalista      | - Venezuela - Inés María Calero (18) |
| 4.ª finalista      | - Puerto Rico - Laurie Simpson (18) |
| Semifinalistas     | - Filipinas - Geraldine Asis (23) - Islas Turcas y Caicos - Carmelita Ariza (18) - Suecia - Susanne Thörngren (19) - Singapur - Marion Nicole Teo (19) - Perú - Jessica Newton (21) |

### Premios especiales
Los premios de Traje nacional, Miss Simpatía y Miss Fotogénica fueron otorgados a las siguientes naciones y candidatas:
| Premio          | Premio          | Concursante                             |
| --------------- | --------------- | --------------------------------------- |
| Traje nacional  | Ganadora        | - Brasil - Jacqueline Ribeiro Meirelles |
| Traje nacional  | 2.º lugar       | - India - Priyadarshini Pradhan         |
| Traje nacional  | 3.er lugar      | - Trinidad y Tobago - Sheree Richards   |
| Miss Simpatía   | Miss Simpatía   | - Honduras - Francia Tatiana Reyes (21) |
| Miss Fotogénica | Miss Fotogénica | - Colombia - Patricia López Ruiz (19)   |

## Puntajes oficiales

### Competencia semifinal
Según el orden en el que las diez semifinalistas fueron anunciadas, sus puntajes oficiales fueron los siguientes:
| País                  | Promedio preliminar | Entrevista | Traje de baño | Traje de noche | Promedio semifinal |
| --------------------- | ------------------- | ---------- | ------------- | -------------- | ------------------ |
| Italia                | 8.434 (3)           | 8.890 (3)  | 9.383 (2)     | 9.680 (2)      | 9.317 (2)          |
| Puerto Rico           | 8.149 (4)           | 8.630 (4)  | 8.800 (4)     | 8.783 (6)      | 8.737 (4)          |
| Filipinas             | 8.132 (5)           | 8.231 (6)  | 8.603 (6)     | 8.915 (4)      | 8.583 (6)          |
| Venezuela             | 8.046 (7)           | 8.375 (5)  | 8.630 (5)     | 8.890 (5)      | 8.631 (5)          |
| Perú                  | 7.956 (8)           | 7.870 (10) | 8.055 (9)     | 8.268 (10)     | 8.064 (10)         |
| Estados Unidos        | 8.618 (1)           | 9.195 (2)  | 9.263 (3)     | 9.480 (3)      | 9.312 (3)          |
| Singapur              | 7.937 (9)           | 7.935 (9)  | 7.940 (10)    | 8.333 (8)      | 8.069 (9)          |
| Suecia                | 7.915 (10)          | 8.105 (7)  | 8.405 (8)     | 8.300 (9)      | 8.270 (8)          |
| Islas Turcas y Caicos | 8.092 (6)           | 8.018 (8)  | 8.420 (7)     | 8.634 (7)      | 8.357 (7)          |
| Chile                 | 8.514 (2)           | 9.539 (1)  | 9.569 (1)     | 9.765 (1)      | 9.624 (1)          |

Las cinco finalistas fueron anunciadas en el siguiente orden: Estados Unidos, Italia, Puerto Rico, Chile y Venezuela.

### Competencia preliminar: traje de baño
Los puntajes de las candidatas en la competencia preliminar de traje de baño fueron los siguientes (las diez semifinalistas aparecen en cursiva y la ganadora, además, en negrita):
- 8.390 Estados Unidos
- 8.264 Islas Turcas y Caicos
- 8.229 Suecia
- 8.115 Uruguay
- 8.008 Chile
- 7.920 Italia
- 7.889 Singapur
- 7.877 Finlandia
- 7.819 Perú
- 7.815 Puerto Rico
- 7.804 Venezuela
- 7.793 Filipinas
- 7.729 Colombia
- 7.645 República Dominicana
- 7.569 Suiza
- 7.555 España
- 7.545 Gales
- 7.530 Corea del Sur
- 7.529 Guatemala
- 7.529 Japón
- 7.510 Hong Kong
- 7.509 Inglaterra
- 7.374 Sri Lanka
- 7.344 Noruega
- 7.343 Nueva Zelanda
- 7.340 Ecuador
- 7.330 Francia
- 7.270 Panamá
- 7.260 Austria
- 7.260 Portugal
- 7.255 Trinidad y Tobago
- 7.240 México
- 7.234 Malasia
- 7.219 Nigeria
- 7.210 Holanda
- 7.210 Jamaica
- 7.180 Costa Rica
- 7.169 Barbados
- 7.160 Brasil
- 7.140 Alemania
- 7.140 Senegal
- 7.130 Guam
- 7.119 India
- 7.118 Irlanda
- 7.070 Australia
- 7.069 Turquía
- 7.068 Israel
- 6.980 Argentina
- 6.935 Canadá
- 6.908 Kenia
- 6.800 Curazao
- 6.767 Islas Vírgenes de los Estados Unidos
- 6.680 Malta
- 6.640 El Salvador
- 6.600 Bolivia
- 6.599 Paraguay
- 6.549 Tailandia
- 6.539 Líbano
- 6.530 Grecia
- 6.440 Dinamarca
- 6.329 Groenlandia
- 6.325 Bahamas
- 6.270 Islas Vírgenes Británicas
- 6.170 Honduras
- 6.030 Islas Marianas del Norte
- 5.950 Belice
- 5.830 Egipto
- 5.750 Chipre

## El concurso

### Formato
Tal como ocurrió en 1984, se seleccionaron diez semifinalistas mediante una competición preliminar y entrevistas a puerta cerrada. Las diez semifinalistas participaron en la competencia de traje de baño y de noche y, posteriormente, se seleccionaron las cinco finalistas.

### Panel de jueces
El panel de jueces estuvo conformado por las siguientes doce personas:
- Deborah Carthy-Deu, Miss Puerto Rico 1985 y Miss Universo 1985
- Nancy Dussault, actriz y cantante
- Goh Choo-San, bailarín de ballet y coreógrafo
- Peter Graves, actor
- José Greco, actor, bailarín de flamenco y coreógrafo
- Neil Hickey, editor de televisión y periodista
- Yue-Sai Kan, empresaria y productora de televisión
- Arnold Kopelson, productor de cine
- David Niven, Jr., actor y productor
- Paul-Louis Orrier, diseñador de moda
- Charlotte Rae, actriz y cantante
- Isabel Sanford, actriz

## Concursantes
Las candidatas al título de Miss Universo 1987 fueron las siguientes:
| País/Territorio                      | Candidata                  | Edad | Procedencia             |
| ------------------------------------ | -------------------------- | ---- | ----------------------- |
| Alemania Occidental                  | Dagmar Schulz              | 21   | Duisburgo               |
| Argentina                            | Carolina Brachetti         | 18   | Buenos Aires            |
| Australia                            | Jennine Leonarder          | 20   | Sídney                  |
| Austria                              | Kristina Sebestyen         | 19   | Viena                   |
| Bahamas                              | Betty Ann Hanna            | 18   | Nasáu                   |
| Barbados                             | Dawn Michele Waithe        | 19   | Bridgetown              |
| Belice                               | Holly Edgell               | 17   | Ciudad de Belice        |
| Bolivia                              | Patricia Arce              | 19   | Santa Cruz de la Sierra |
| Brasil                               | Jacqueline Meirelles       | 24   | Brasilia                |
| Canadá                               | Tina May Simpson           | 23   | St. Catharines          |
| Chile                                | Cecilia Bolocco            | 22   | Santiago                |
| Chipre                               | Natasha Papademetriou      | 18   | Limasol                 |
| Colombia                             | Patricia López             | 19   | Buga                    |
| Corea del Sur                        | Kim Ji-eun                 | 21   | Seúl                    |
| Costa Rica                           | Ana María Bolaños          | 21   | San José                |
| Curazao                              | Viennaline Arvelo          | 24   | Willemstad              |
| Dinamarca                            | Nanna Johansson            | 17   | Sønderborg              |
| Ecuador                              | Pilar Barreiro             | 18   | Quito                   |
| Egipto                               | Hoda Abboud                | 24   | Alejandría              |
| El Salvador                          | Virna Machuca              | 18   | San Salvador            |
| España                               | Remedios Cervantes         | 22   | Málaga                  |
| Estados Unidos                       | Michelle Royer             | 21   | Keller                  |
| Filipinas                            | Geraldine Asis             | 23   | Manila                  |
| Finlandia                            | Outi Tanhuanpää            | 22   | Pirkanmaa               |
| Francia                              | Nathalie Marquay           | 20   | Comines                 |
| Gales                                | Nicola Davies              | 18   | Merthyr                 |
| Grecia                               | Xenia Pantazi              | 23   | Atenas                  |
| Groenlandia                          | Susse Petersen             | 20   | Nuuk                    |
| Guam                                 | Teresa Fischer             | 17   | Agaña                   |
| Guatemala                            | María Isabel Flores        | 20   | Ciudad de Guatemala     |
| Holanda                              | Janny Tervelde             | 18   | Domburgo                |
| Honduras                             | Francia Reyes              | 21   | Tegucigalpa             |
| Hong Kong                            | Lily Chong                 | 18   | Kowloon                 |
| India                                | Priyadarshini Pradhan      | 18   | Bombay                  |
| Inglaterra                           | Yvette Livesey             | 19   | Lancashire              |
| Irlanda                              | Rosemary Thompson          | 21   | Belfast                 |
| Islas Marianas del Norte             | Luciana Ada                | 17   | Saipán                  |
| Islas Turcas y Caicos                | Carmelita Ariza            | 18   | Gran Turca              |
| Islas Vírgenes Británicas            | Sandy Harrigan             | 17   | Road Town               |
| Islas Vírgenes de los Estados Unidos | Felize Bencosme            | 21   | Charlotte Amalie        |
| Israel                               | Yamit Noy                  | 17   | Rishon LeZion           |
| Italia                               | Roberta Capua              | 18   | Nápoles                 |
| Jamaica                              | Janice Sewell              | 18   | Kingston                |
| Japón                                | Hiroe Namba                | 23   | Okayama                 |
| Kenia                                | Susan Kahumba              | 23   | Mombasa                 |
| Líbano                               | Sahar Haydar               | 19   | Baalbek                 |
| Malasia                              | Christine Praglar          | 20   | Kota Kinabalu           |
| Malta                                | Kristina Bologna           | 21   | Mdina                   |
| México                               | Cynthia García             | 20   | Ciudad de México        |
| Nigeria                              | Lynda Chuba                | 24   | Imo                     |
| Noruega                              | Mariann Leines             | 18   | Akershus                |
| Nueva Zelanda                        | Ursula Ryan                | 17   | Auckland                |
| Panamá                               | Gabriela Deleuze           | 20   | Ciudad de Panamá        |
| Paraguay                             | Tammy Ortigoza             | 20   | Encarnación             |
| Perú                                 | Jessica Newton             | 21   | Callao                  |
| Portugal                             | Noelia Pereira             | 17   | Lisboa                  |
| Puerto Rico                          | Laurie Simpson             | 18   | San Juan                |
| República Dominicana                 | Carmen Rita Pérez          | 22   | Santiago                |
| Senegal                              | Fabienne Feliho            | 20   | Dakar                   |
| Singapur                             | Marion Nicole Teo          | 19   | Singapur                |
| Sri Lanka                            | Nandaine Wijiegooneratna   | 19   | Colombo                 |
| Suecia                               | Suzanne Thörngren          | 19   | Estocolmo               |
| Suiza                                | Renate Walther             | 23   | Meggen                  |
| Tailandia                            | Chutima Naiyana            | 20   | Bangkok                 |
| Trinidad y Tobago                    | Sheree Ann Denise Richards | 19   | San Fernando            |
| Turquía                              | Leyla Şeşbeş               | 20   | Esmirna                 |
| Uruguay                              | Victoria Zangaro           | 17   | Montevideo              |
| Venezuela                            | Inés María Calero          | 18   | Punta de Piedras        |

## Premios de Miss Universo 1987
Los premios para la ganadora fueron los siguientes:
- USD 25 000 por contrato de apariencia personal
- USD 15 000 en efectivo de Miss Universe Inc.
- USD 10 000 en efectivo, más el abastecimiento de cosméticos durante cinco años, de Maybelline
- USD 10 000 en efectivo, más un completo vestuario deportivo, de Catalina Sportswear
- USD 6000 en efectivo, más un sistema de video portátil completo y una cámara, de Maxxum
- USD 5000 en efectivo, más una completa línea de zapatos para todas las temporadas, de Kinney Shoe Corp.
- USD 5000 en efectivo, más tres vestidos de noche Mary McFadden, de Secret
- USD 5000 en efectivo de Crush International
- Un automóvil deportivo full equipo Mazda RX-7GXL 1987
- Una joya avaluada en USD 30 000 hecha a mano con diamantes de 18 quilates, creada especialmente por Merit Diamond Corp.
- Un reloj de oro de 18 quilates con diamantes y zafiros, creado especialmente por Crystal Time/Raymond Weil Watches
- Un abrigo de visón diseñado por Flemington Furs
- Una colección clásica que consta de 88 piezas de cristalería y cuchillería de Waterford Crystal
- Una habitación en el condominio Divi Hotels en el Caribe, a usar durante el periodo de 40 años por un total de 40 semanas, además del derecho a socia de Interval International, cadena de lugares para vacaciones
- Cien películas top de Paramount
- Una cámara de 35 mm SLR incluyendo flash, lentes y maleta, además de un par de binoculares con su estuche, de Minolta
- Dos pasajes en primera clase a cualquier destino dentro del itinerario de Singapore Airlines
- Un departamento en Los Ángeles, compartido con Miss Estados Unidos, durante el periodo de su reinado
- Un trofeo Miss Universo
- Una corona Miss Universo
- Todas sus necesidades de vestuario durante el periodo de su reinado